# Euplectrus agaristae
Euplectrus agaristae är en stekelart som beskrevs av Crawford 1911. Euplectrus agaristae ingår i släktet Euplectrus och familjen finglanssteklar. Inga underarter finns listade i Catalogue of Life.